# Зигисмунд I (Анхалт)
Зигисмунд I фон Анхалт-Цербст (на немски: Sigismund I von Anhalt-Zerbst; * 1341; † 19 януари 1405 в Косвиг) от род Аскани е княз на Анхалт-Цербст от 1382 до 1396 г. и от 1396 до 1405 г. княз на Анхалт-Десау.
Той е най-големият син на княз Йохан II фон Анхалт-Цербст († 1382) и съпругата му Елизабет фон Хенеберг († 1420), дъщеря на граф Йохан I фон Хенеберг-Шлойзинген и Елизабет фон Лойхтенберг.
След смъртта на баща му през 1382 г. Зигисмунд управлява княжество Анхалт-Цербст заедно с братята си Албрехт IV (III) (през 1382 – 1396) и Валдемар III (през 1382 – 1391). След смъртта на Валдемар през 1391 г. Зигисмунд и Албрехт
управляват заедно Анхалт-Цербст. През 1396 г. двамата братя разделят княжеството Анхалт-Цербст на две княжества Анхалт-Кьотен и Анхалт-Десау. Зигисмунд получава Анхалт-Десау.

## Фамилия
Зигисмунд се жени през 1386 г. за Юта фон Кверфурт († сл. 1411), дъщеря на граф Гебхард IV фон Кверфурт-Наумбург († 1383) и Мехтилд фон Шварцбург-Бланкенбург († 1370). Те имат децата:
- София († 1419), омъжва се пр. 6 юни 1415 г. за граф Буркхард IV фон Барби-Мюлинген († 1420)
- Елизабет († сл. 19 ноември 1413), омъжва се пр. 1402 г. за Албрехт II, граф на Мансфелд († 1416)
- Анна († млада)
- Маргарета († млада)
- Валдемар IV († 1417), княз на Анхалт-Цербст
- Георг I († 1474), княз на Анхалт-Цербст и Анхалт-Бернбург
- Матилда (* 1392; † 1463), абатиса на Гернроде (1439)
- Йохан (IV) († 1455), каноник в Мерзебург, провост на Мерзебург
- Зигисмунд II († 22 май 1452), княз на Анхалт-Десау, женен за Мехтилд фон Анхалт-Бернбург († 1443)
- Албрехт V († ок. 1469), княз на Анхалт-Десау, женен сл. 1436 г. за София фон Хадмерслебен († сл. 1440)
- Ернст († сл. 22 октомври 1405)